# Carl Jacobsens Museumsmandslegat
Carl Jacobsens Museumsmandslegat er et dansk legat stiftet af Ny Carlsbergfondet, der blev uddelt første gang i 1975 og som sidenhen næsten hvert år er uddelt til en markant dansk museumsmedarbejder, dog primært danske museumsdirektør. 

## Legatmodtagere
- 2024
- 2023, Karin Hindsbo, museumsdirektør, Nasjonalmuseet (Oslo) og Karen Grøn, museumsdirektør, Trapholt
- 2022, Astrid la Cour, direktør Statens Museum for Kunst[2]
- 2021, Gertrud Oelsner, museumsdirektør, Den Hirschsprungske Samling
- 2020, Anne-Louise Sommer, museumsdirektør, Designmuseum Danmark
- 2019, ingen uddeling
- 2018, Claus Hagedorn-Olsen, museumsdirektør, Horsens Kunstmuseum
- 2017, Gitte Ørskou, direktør, Kunsten Museum of Modern Art Aalborg
- 2016, Lisette Vind Ebbesen, direktør, Skagens Museum
- 2015, Anne Højer Petersen, direktør, Fuglsang Kunstmuseum
- 2014, Ingen uddelinger
- 2013, Anne Birgitte Fonsmark, direktør, Ordrupgaardsamlingen og Charlotte Sabroe, direktør, Sorø Kunstmuseum
- 2012, Ingen uddelinger
- 2011, Dagmar Warming, direktør, Ribe Kunstmuseum
- 2009, Teresa Nielsen, direktør, Vejen Kunstmuseum og Mogens Jørgensen, Ny Carlsberg Glyptotek
- 2000, Erland Porsmose, direktør, Kertemindeegnens Museer og Anne Marie Nielsen, mag.art.
- 1999, Ida Haugsted, mag.art., Kasper Monrad, mus.insp., dr.phil.
- 1996, Lennart Gottlieb, mus.insp. og Marianne Saabye, mus.insp. og Kasper Monrad, mus.insp., dr.phil.
- 1995, Mikael Wivel, mag.art.
- 1994, Finn Terman Frederiksen, mus.leder og maleren Henning Damgaard-Sørensen (til studierejse)
- 1993, Jørgen Jensen, mus.insp., mag.art
- 1992, Øystein Hjort, lektor, dr.phil. og Søren Dietz, mus.insp. og Stig Miss, mus.insp., og Dyveke Helsted, fhv. mus.insp.
- 1991, Ingen uddeling
- 1990, Lisbeth Balslev Jørgensen, forskningsbibliotekar, mag.art.
- 1989, Kjeld von Folsach, mus.dir. Davids Samling
- 1988, Mette Moltesen, mus.insp., mag.art.
- 1987, Mirjam Gelfer-Jørgensen, overbibl., mag.art.
- 1986, Hans Edvard Nørregård-Nielsen, mus.insp., mag.art.
- Jens Bing, mus.insp.
- 1985, Jan Würtz Frandsen, mus.insp.
- 1984, Ingen uddelinger
- 1983, Jørgen Jensen, mus.insp.
- 1982, George Nellemann, mus.insp.
- 1981, Chr. Waagepetersen, mus.insp., cand.jur.
- 1980, Holger Rasmussen, dr.phil., Lise Funder, mag.art.
- 1979, Troels Andersen, cand.phil. og Lisbet Balslev Jørgensen, mag.art.
- 1978, Hugo Johannsen, mag.art.
- 1977, Emma Salling, mag.art.
- 1976, Henrik Bramsen, mag.art.
- 1975, Hakon Lund, mag.art.